# Palacio de Bellas Artes (San Francisco)
El Palacio de Bellas Artes (en inglés: Palace of Fine Arts) es un monumento en el Distrito Marina de San Francisco (California), construido en 1915 para mostrar obras de arte en la Exposición Universal. Fue reedificado en 1965 y sometido a un refuerzo antisísmico en 2009.
Consiste en una rotonda rodeada por una columnata de 340 m de largo frente a una laguna artificial.

## Galería

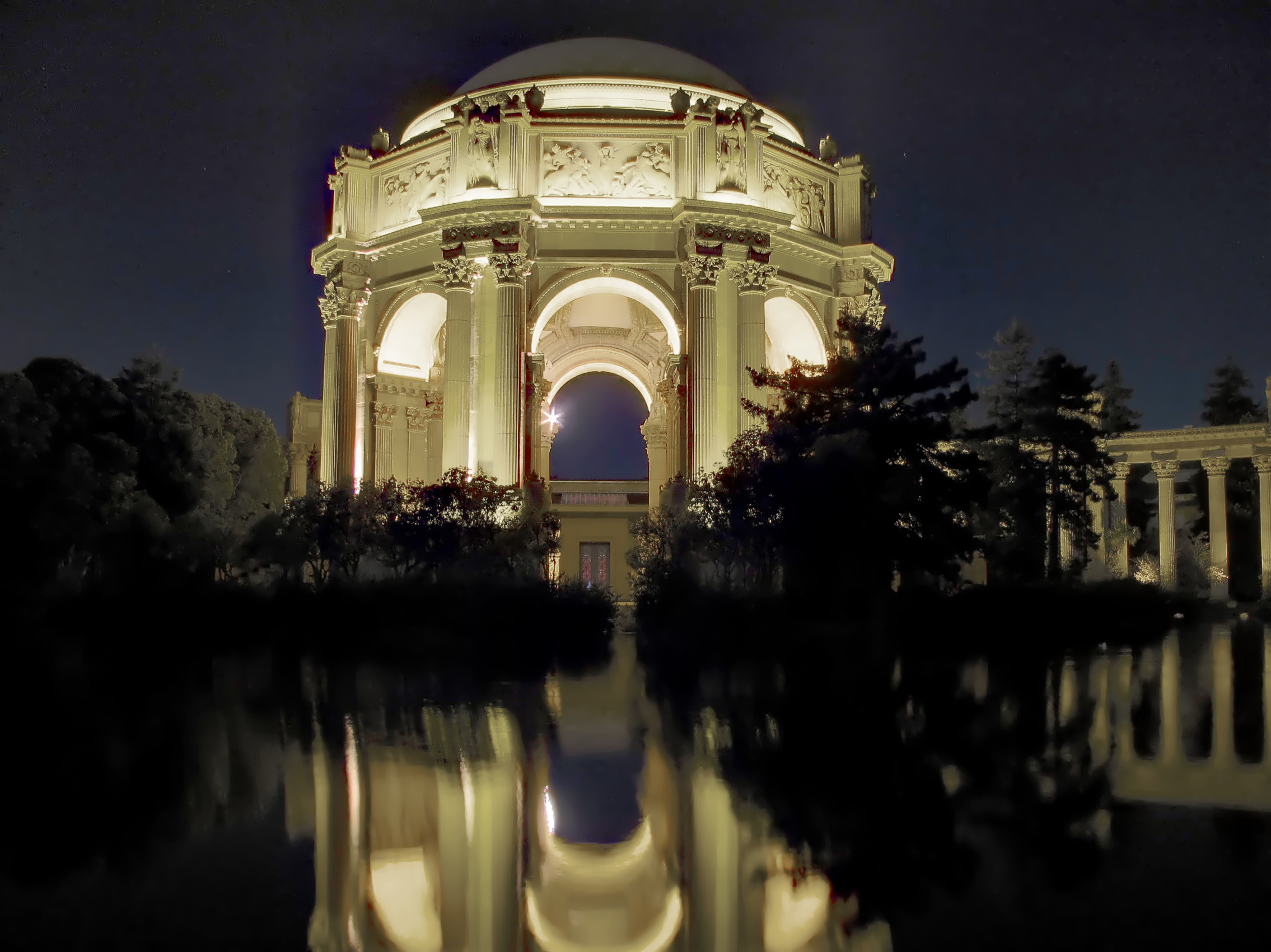
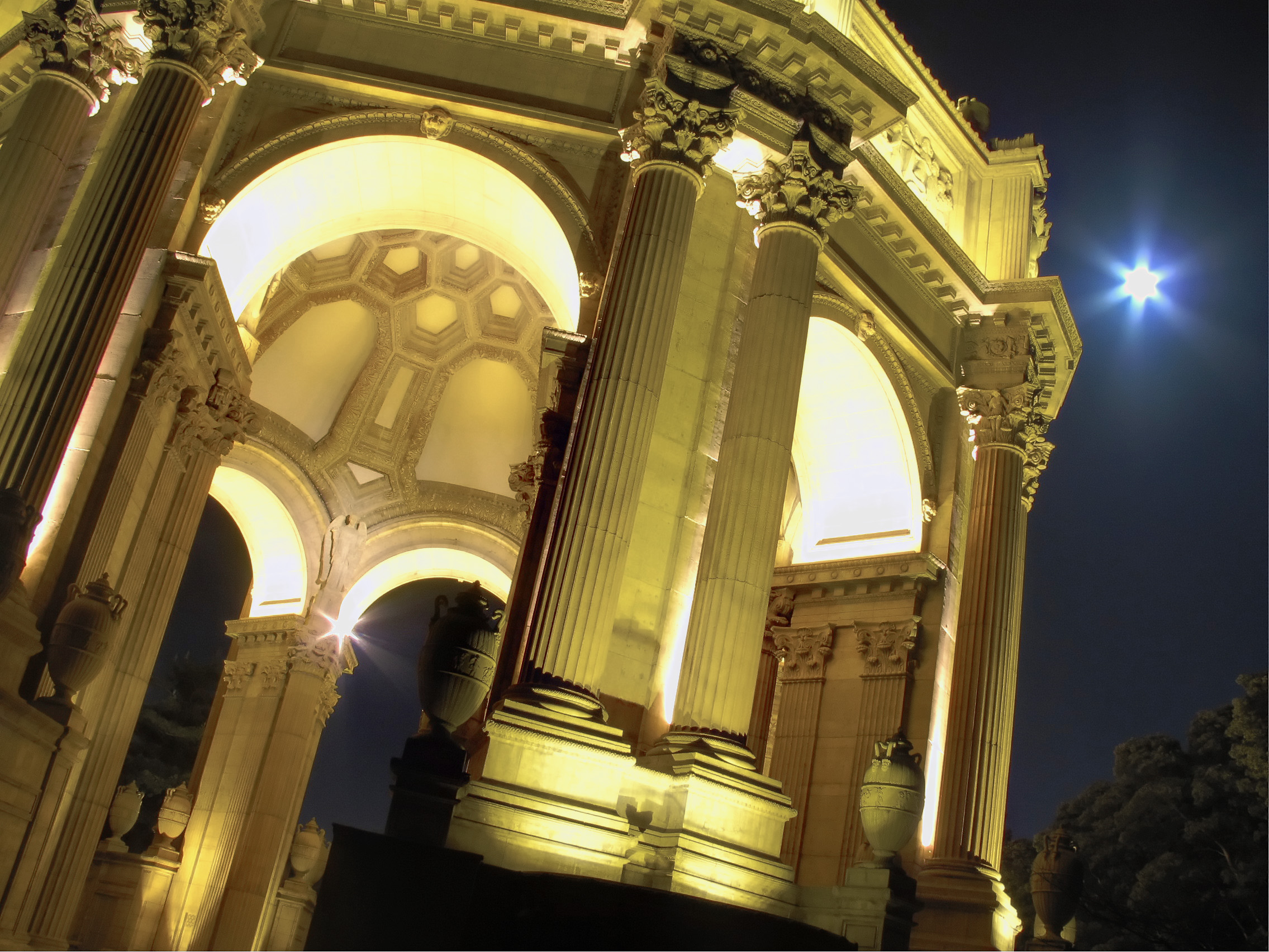
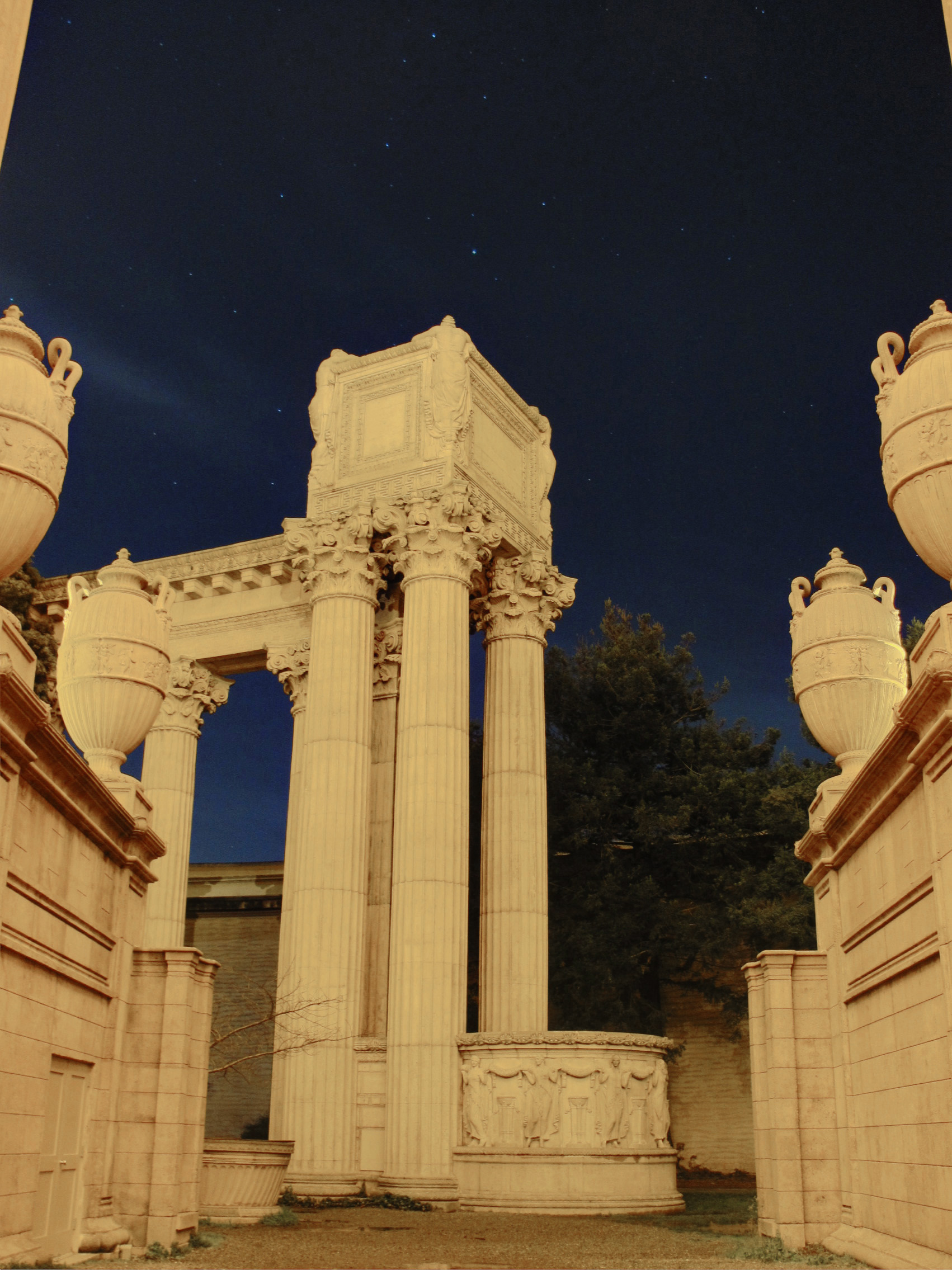
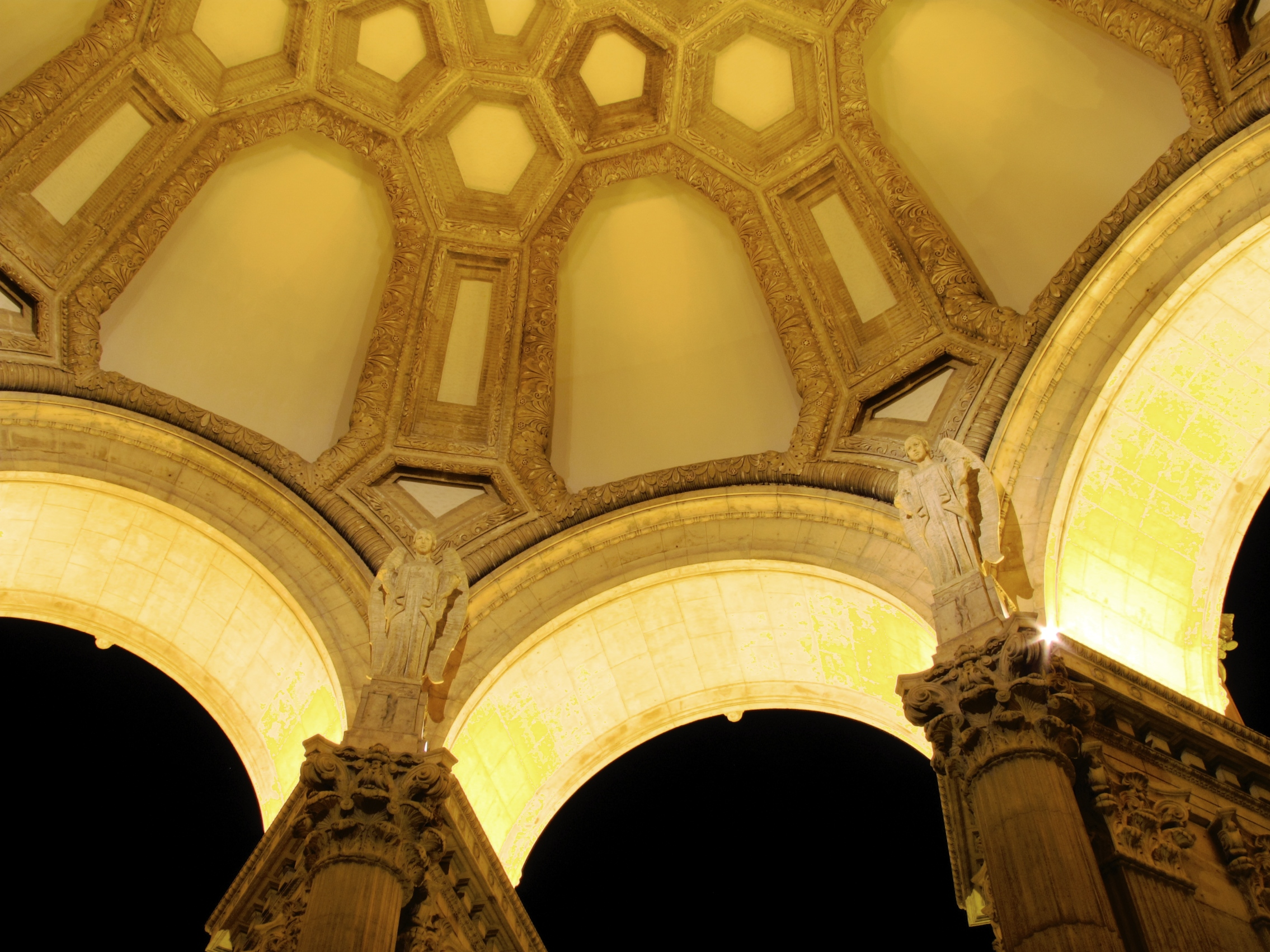
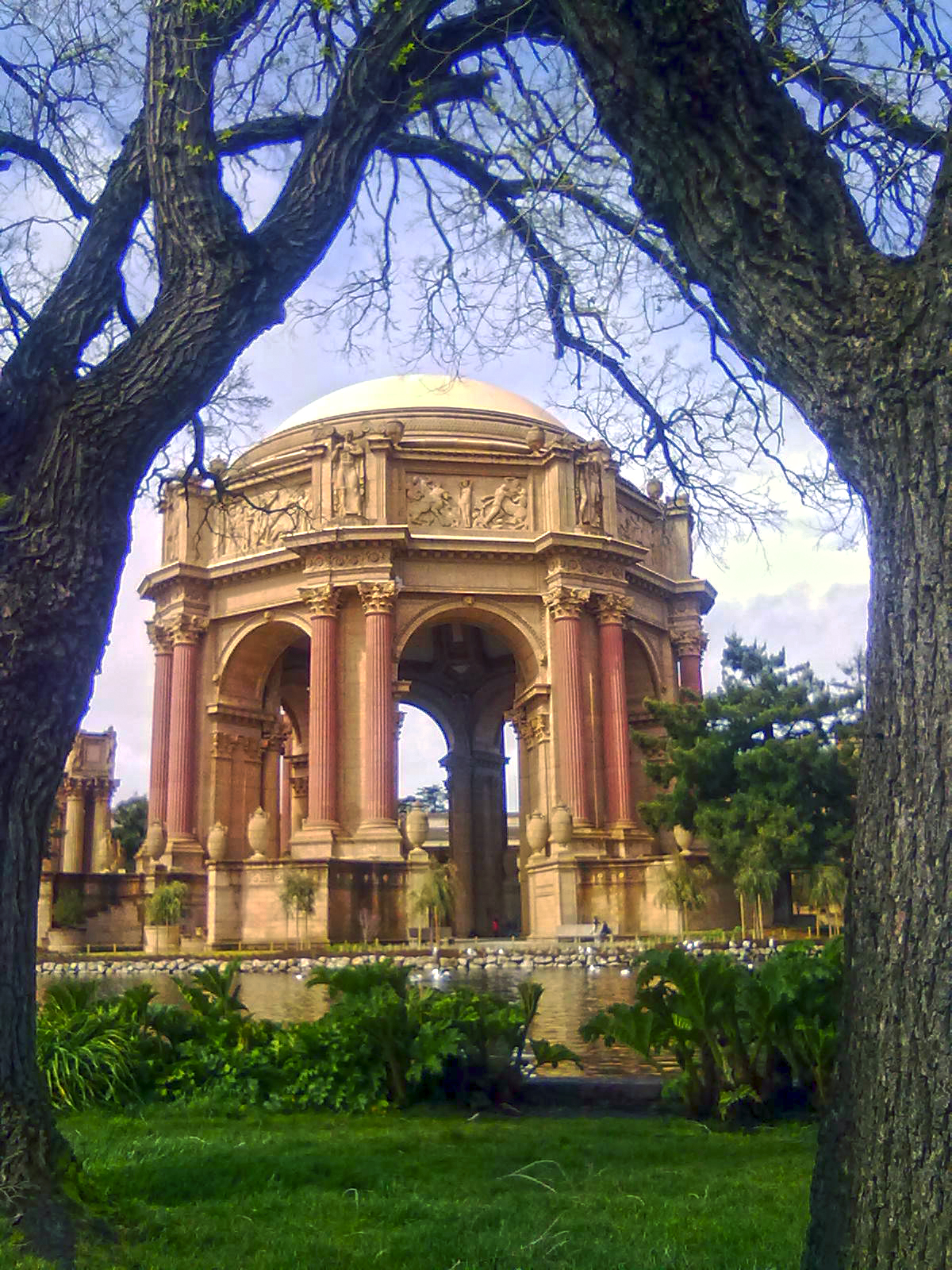
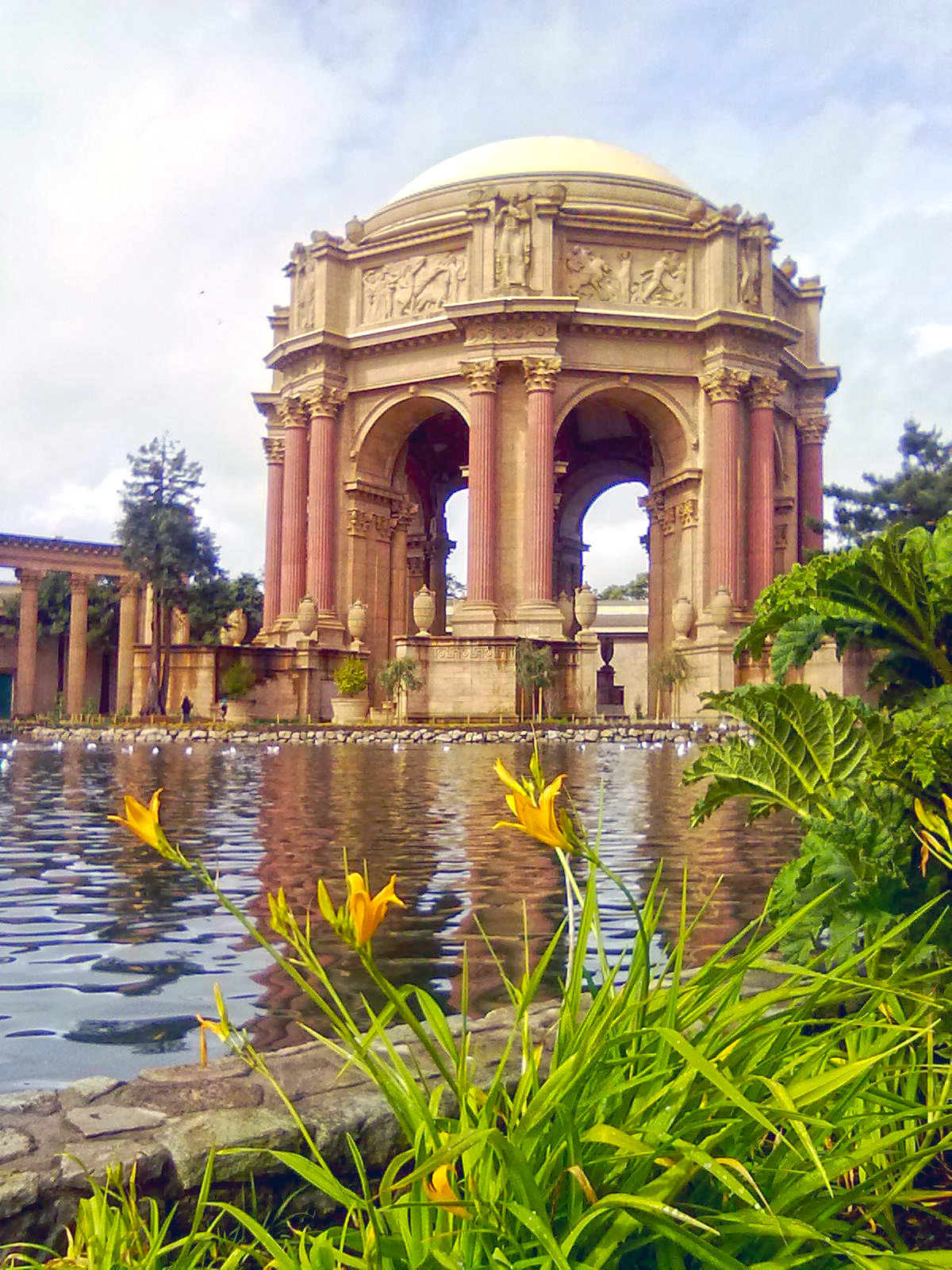